# Miroslav Mentel
Miroslav Mentel (Šurany, 2 december 1962) is een voormalig Slowaaks voetballer.